# Saint-Quentin-de-Caplong

Saint-Quentin-de-Caplong este o comună în departamentul Gironde din sud-vestul Franței. În 2009 avea o populație de 249 de locuitori.

## Evoluția populației
| An        | 1975 | 1982 | 1990 | 1999 | 2006 | 2009 |
| --------- | ---- | ---- | ---- | ---- | ---- | ---- |
| Populație | 340  | 293  | 312  | 276  | 252  | 249  |